# Mellan-Ängtjärnen
Mellan-Ängtjärnen är en sjö i Skinnskattebergs kommun i Västmanland och ingår i Norrströms huvudavrinningsområde.